# Dolfje Weerwolfje
Dolfje Weerwolfje is een Nederlandse kinderboekenserie van Paul van Loon. De serie begon in 1996 en telt inmiddels 27 boeken in de reguliere reeks en een aantal speciale boeken. De tekeningen in de boeken worden gemaakt door Hugo van Look. De verhalen van Dolfje Weerwolfje worden uitgegeven door uitgeverij Leopold. De boeken zijn ook buiten Nederland uitgebracht.

## Achtergrond
De verhalen draaien om een jongen, Dolfje Spaan genaamd, die, als hij zeven jaar wordt, ontdekt dat hij een weerwolf is. Paul van Loon bedacht dit personage reeds in 1994 voor een lied van De griezel-cd van VOF de Kunst, alvorens in 1996 er een boek over te schrijven.
Dolfje woont bij de familie Vriends, bestaande uit vader Willem, moeder Jasmijn, en hun zoon Timmie. Hij is op zijn derde door hen in huis genomen omdat zijn echte ouders hem in de steek hadden gelaten toen ze ontdekten dat hij een weerwolf zou worden. Dit zit in zijn familie, maar slaat altijd een generatie over. Dolfjes grootvader is ook een weerwolf, maar zijn ouders zijn dat niet. De familie Vriends kent Dolfjes geheim, maar accepteert hem desondanks, vooral omdat Willem Vriends enorm van anders houdt. Elke maand verandert Dolfje gedurende drie nachten op rij in een weerwolf; bij Volle Maan, de avond daarvoor, en de avond erna.

## Personages
Dolfje Spaande hoofdpersoon in de reeks. Dolfje is een jongen van 7 jaar oud. Kenmerkend aan Dolfje is zijn witte haar, witte vacht en bril, die hij ook in weerwolfgedaante nog steeds op heeft. In latere boeken zit hij in groep 5.
Timmie VriendsTimmie is Dolfjes pleegbroer en beste vriend. Hij is een jaar ouder dan Dolfje en vergezelt hem geregeld op zijn avonturen.
Willem VriendsDolfjes pleegvader. Hij houdt enorm van alles wat anders is; iets wat goed te merken is aan zijn vaak absurde kledingkeuzes en hoofddeksels. Het liefst zou hij ook een weerwolf zijn.
Jasmijn VriendsDolfjes pleegmoeder. In het boek Boze drieling leert ze vechten met een bezem; iets dat haar regelmatig goed van pas komt.
Opa WeerwolfDolfjes grootvader. In tegenstelling tot de andere weerwolven in de serie is hij permanent een weerwolf, ook als het geen volle maan is, dit komt door het feit dat oude weerwolven niet zo makkelijk meer in een mens kunnen veranderen. Hij draagt meestal een lange jas en hoed, en loopt met een wandelstok. Zijn weerwolfnaam is ‘Grimbaard’. Hij woont in het weerwolvenbos en leert Dolfje veel over hoe het is om een weerwolf te zijn.
LeoDolfjes oudere neef, die met volle maan altijd verandert in een reusachtige en sterke weerwolf. Hij is ongeveer twee keer zo groot als Dolfje en heeft een zwaar spraakgebrek waardoor hij erg vreemd praat. Net als Opa woont hij in het weerwolvenbos.
Nouraeen meisje uit Dolfjes klas. In het boek Volle maan ontdekt ze Dolfjes geheim en wordt per ongeluk door hem gebeten. Vanaf dat moment is ook zij een weerwolf en trekt ze er geregeld samen met Dolfje op uit. Ze houdt het feit dat ze weerwolf is, verborgen voor haar eigen ouders.
Mevrouw Krijtjesde oudere buurvrouw van de familie Vriends, die juist een hekel heeft aan weerwolven. In het eerste boek ontdekt ze Dolfjes geheim en probeert hem aan te geven bij het Opvangcentrum voor Zeldzame Dieren en Mensen (OZDM), maar wordt uiteindelijk zelf door het OZDM meegenomen. Ze keert weer terug in Boze drieling, waarin ze samen met haar twee zussen probeert alle Weerwolven uit te roeien. In dit boek bijt Dolfje haar waardoor ze ook een weerwolf wordt. Nadat ze in Weerwolfbende vervolgens ook nog gebeten wordt door vampier Valentijn verandert ze in een weerpier; een weerwolf-vampier hybride.
Valentijneen vampierjongen die Dolfje voor het eerst ontmoet in Zilvertand, wanneer ze beiden gevangen worden door een monsterjager. Hij is vaak arrogant, al komt dat vooral vanwege zijn eenzaamheid. Nadat Dolfje en zijn familie hem helpen ontsnappen, beschouwt hij zichzelf als Dolfjes vriend en maakt nog een paar keer zijn opwachting in de serie, al is Dolfje niet altijd even blij hem te zien en ook vertrouwt Dolfje Valentijn niet helemaal.
MoemaDolfjes grootmoeder. Ze runt een weeshuis voor weerwolfkinderen in de Ardennen, samen met de vampier Armando.

## Boeken
Reguliere reeks
1. Dolfje Weerwolfje (1996)
2. Volle maan (1999)
3. Zilvertand (2001)
4. Weerwolvenbos (2003)
5. Boze drieling (2005)
6. Weerwolvenfeest (2006)
7. Weerwolfgeheimen (2007)
8. Dolfje Sneeuwwolfje (2008)
9. Een weerwolf in de leeuwenkuil (2009; een cross-over met De leeuwenkuil, een andere boekenreeks van Paul van Loon)
10. Weerwolfbende (2010)
11. SuperDolfje (2011)
12. Weerwolf(n)achtbaan (2012)
13. Weerwolfhooikoorts (2013)
14. Een miniheks in het Weerwolvenbos (2014; een cross-over met Foeksia de miniheks, een andere boekenreeks van Paul van Loon))
15. MeerMonster (2014)
16. Weerwolvensoep (2015)
17. Maanmysterie (2016)
18. GriezelWielen (2017)
19. Dolfje en Noura (2018)
20. Spookweerwolven (2019)
21. Dolfje ontvoerd! (2019)
22. De Drakenberg (2020)
23. Maanrovers (2021)
24. Superdolfje en de groene gigant (2022)
25. Monsterhaai (2023)
26. Verboden te lezen (2024)
27. Wondernacht (2025)

Speciale edities
- Het nachtmerrieneefje (dun boek speciaal voor beginnende lezers, 2004)
- Dolfjes dolle vollemaannacht (prentenboek, 2005)
- Niet bijten, Dolfje (dun boek speciaal voor beginnende lezers, 2005)
- Weerwolvenfeest (met cd, 2006)
- Dolfje sneeuwwolfje (raamvertelling waarin Niet bijten, Dolfje en Het nachtmerrieneefje zijn opgenomen)
- Lief Weerwolfdagboek (dagboek van Dolfjes vriendin Noura) (2012)
- Dolfje Weerwolfje Stripboek (2013)
- Weerwolfbommetje! (boek voor beginnende lezers, 2016)
- Pak me dan! (Boek voor beginnende lezers, 2019)
- Weerwolfraket (boek voor beginnende lezers, 2021)

## Andere media
- Vanaf april 2009 verscheen elke twee maanden het tijdschrift Dolfje Weerwolfje.
- Rondom de boekenreeks bestaat inmiddels een uitgebreide merchandising, waaronder knuffels.
- Theatergroep Theater Terra maakte een musical rond de serie. Deze werd in 2004 genomineerd voor de John Kraaijkamp Musical Award voor de beste kleine musical en voor de beste vrouwelijke hoofdrol (Annick Boer).
- In 2010 maakten theatergroep Theater Terra en Olbe Produkties een tweede musical: Nieuwe avonturen met Dolfje Weerwolfje.
- Op 30 november 2011 verscheen de speelfilm Dolfje Weerwolfje in de bioscopen, geregisseerd door Joram Lürsen met in de hoofdrollen Ole Kroes, Kim van Kooten en Joop Keesmaat. Dolfje Weerwolfje trok meer dan 100.000 bezoekers en werd door het Nederlands Filmfonds uitgeroepen tot Gouden Film.
- In 2019 verscheen er een spin-off getiteld Wij zijn de Weerwolfwezen, zijnde een strip gemaakt door Gerard Leever. Het gaat over het weeshuis van Dolfjes grootmoeder Moema.

## Prijzen
- In 1998 won Dolfje Weerwolfje de Prijs van de Nederlandse Kinderjury in de leeftijdscategorie 6 t/m 9 jaar en de Tip van de Nederlandse Kinderjury in de leeftijdscategorie 10 t/m 12 jaar.
- In 2000 won Volle maan de Prijs van de Nederlandse Kinderjury in de leeftijdscategorie 6 t/m 9 jaar.
- In 2004 won Weerwolvenbos de Prijs van de Nederlandse Kinderjury in de leeftijdscategorie 6 t/m 9 jaar.
- In 2006 won Boze drieling de Prijs van de Nederlandse Kinderjury in de leeftijdscategorie 6 t/m 9 jaar.
- In 2008 won Weerwolfgeheimen de Prijs van de Nederlandse Kinderjury in de leeftijdscategorie 6 t/m 9 jaar.
- In 2011 werd Dolfje Weerwolfje door kinderen tussen 4 en 14 jaar uitgeroepen tot de grootste kinderboekenheld.
- In 2021 kreeg Paul van Loon drie Gouden boeken omdat van Dolfje Weerwolfje, SuperDolfje en Weerwolfnachtbaan ieder meer dan 75.000 exemplaren verkocht zijn. Het was voor het eerst dat een kinderboekenschrijver drie Gouden Boeken tegelijkertijd krijgt.[1]

## In andere talen
Behalve in het Nederlands zijn de boeken van Dolfje Weerwolfje ook in andere talen uitgegeven, onder de volgende namen:
- Spaans: Jacobo Lobo
- Afrikaans: Dolfie Weerwolfie
- Duits: Rölfchen Werwolf (oorspronkelijke uitgave) en Viktor Werwolf (meest recente uitgave)
- Engels: Alfie the Werewolf
- Fins, Zweeds: Uffe varulv
- Frans: Alfie le petit loup
- Italiaans, Japans en Kroatisch: Dolfi
- Koreaans: Neuk-dae son-yeon rol-peu (늑대 소년 롤프)
- Chinees: Xiao Lang Ren